# Киричок Сергій
Киричок (Кірічок) Сергій (23 вересня 1895 — 1940, Варшава) — військовий діяч, інженер.

## Життєпис
Киричок Сергій народився 23 вересня 1895 року.
Поручник кінного полку Чорних запорожців. Військове звання — поручник Армії УНР.
Від травня 1922 року — студент філософського факультету Варшавського університету та Української господарської академії в Подєбрадах. Інженер шляхів і мостів.
Помер у 1940 році, у Варшаві.